# De Dubbelde Palmboom
De Dubbelde Palmboom is een voormalig pakhuis en museum in Delfshaven in Rotterdam.

## Geschiedenis
In 1825 werd het pand gebouwd als graanpakhuis Denemarken. In 1860-1861 werd het pand ingrijpend verbouwd tot distilleerderij en kreeg het de huidige naam. Vanaf 1910 was in het pand een kistenfabriek van de firma Nijman gevestigd.
Het pand stond in 1969 model voor het 33e Delfts blauwe huisje van KLM.
Na een lange periode van leegstand werd eind jaren zestig besloten het historische karakter van Delfshaven te versterken en gebouwen te restaureren. Het pand onderging in 1975 een ingrijpende verbouwing, waarbij het zijn huidige gevel (naar Schiedams model) kreeg.

## Museum
In het gebouw werd het historisch museum de Dubbelde Palmboom gevestigd. Het museum werd 11 september 1975 door burgemeester André van der Louw geopend. als een dependance van Museum Rotterdam.
In 2012 moest het museum sluiten als gevolg van grote bezuinigingen bij de gemeente Rotterdam. Op 30 september 2012 was het museum voor het laatst voor het publiek geopend. Na jaren leegstand werd in april 2019 aangekondigd dat het Dutch Pinball Museum in het pand zou trekken.

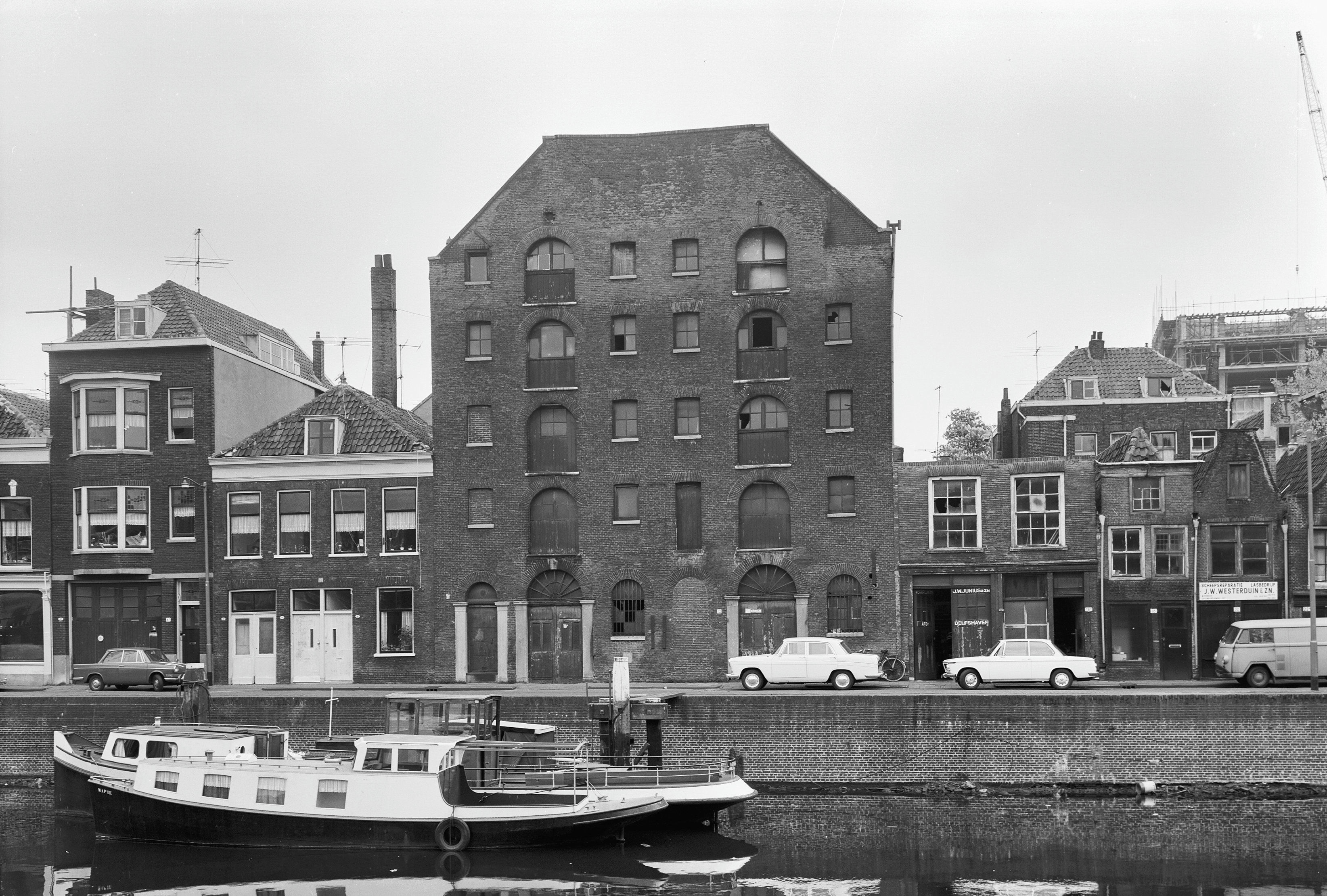
De oorspronkelijke voorgevel (1968)
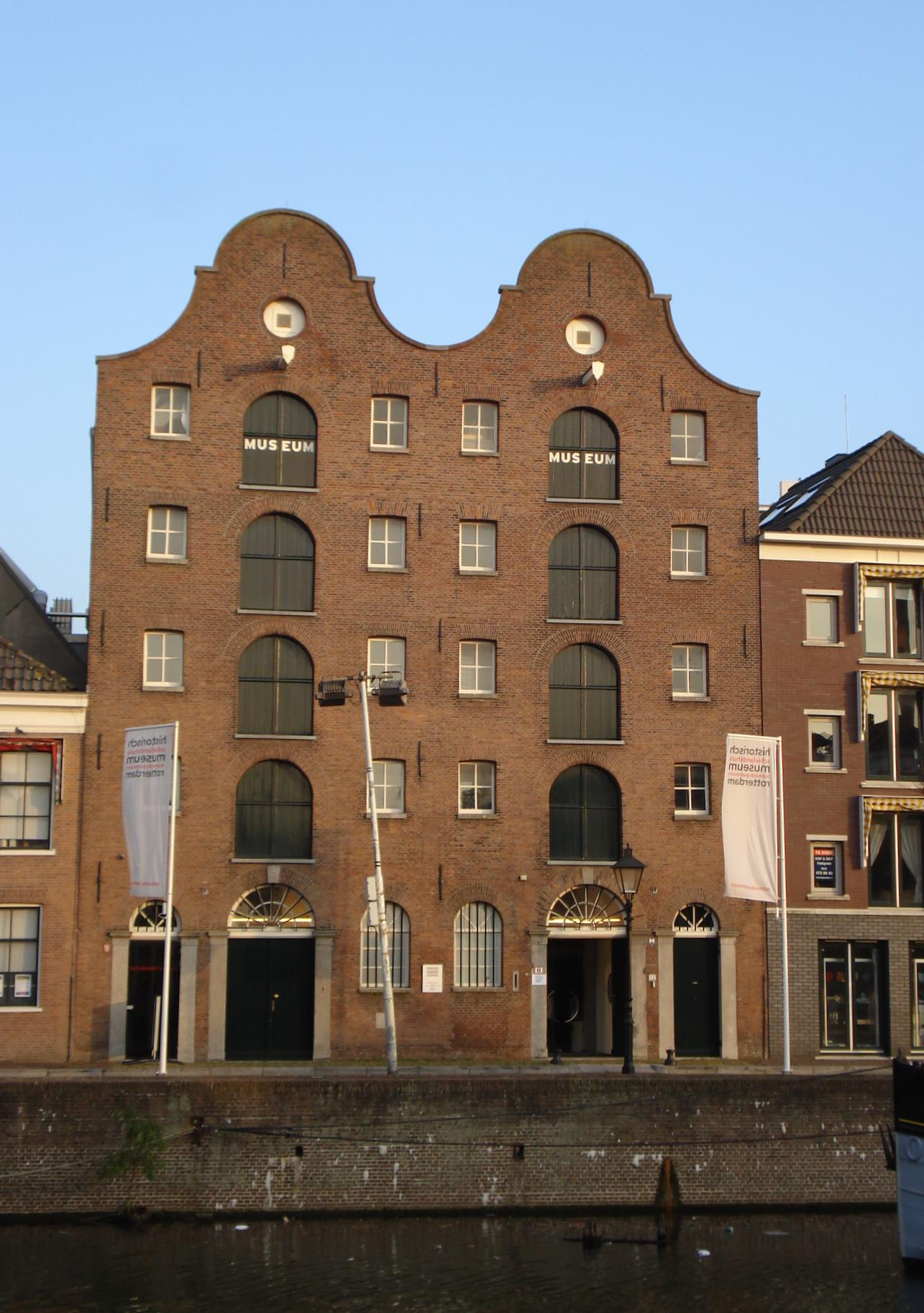
Voorgevel van de Dubbelde Palmboom sinds 1975

- Rijksmonument: 32879
- Union List of Artist Names: 500308258
- Virtual International Authority File: 173298192